# Sonet skrócony
Sonet skrócony – utwór wykazujący gatunkowe i wersyfikacyjne cechy sonetu, ale nieosiągający przewidzianej liczby czternastu wersów, podstawowej dla tego gatunku. Przykładem sonetu skróconego jest powszechnie znany wiersz Czesława Miłosza Który skrzywdziłeś, liczący trzynaście wersów. Sonetem skróconym jest jedenastowersowy curtal sonnet wynaleziony i stosowany przez dziewiętnastowiecznego angielskiego poetę religijnego, autora poematu Katastrofa statku "Deutschland", Gerarda Manleya Hopkinsa: 
GLORY be to God for dappled things—	
 For skies of couple-colour as a brinded cow;
For rose-moles all in stipple upon trout that swim;
Fresh-firecoal chestnut-falls; finches’ wings;
Landscape plotted and pieced—fold, fallow, and plough;
And áll trádes, their gear and tackle and trim.

All things counter, original, spare, strange;
Whatever is fickle, freckled (who knows how?)
With swift, slow; sweet, sour; adazzle, dim;
He fathers-forth whose beauty is past change:
Praise him.
(Gerard Maley Hopkins, Pied Beauty)
Sonetem skróconym jest również dziewięciowersowy sonet wykorzystywany przez łotewskiego poetę narodowego Jānisa Rainisa.